# Spijkerboor (Hollande-Septentrionale)
Pour les articles homonymes, voir Spijkerboor.
Spijkerboor est un village situé dans la commune néerlandaise de Wormerland, dans la province de la Hollande-Septentrionale. En 2006, le village comptait 188 habitants.